# Jiří Stanislav Hostinský
Jiří Stanislav Hostinský (17. března 1654, Valašské Klobouky – 16. listopadu 1726, Papigochi) byl český barokní básník a jezuitský misionář. Svá díla psal latinsky.

## Život
Vystudoval humanitní gymnázium v Uherském Hradišti a vzápětí, v roce 1870, se stal členem Tovaryšstva Ježíšova (jezuitského řádu), jehož noviciát v Brně pak navštěvoval dva roky. Roku 1676 vystudoval filozofii na Karlově univerzitě v Praze. Následně se stal učitelem, učil v koleji sv. Ignáce na Karlově náměstí, na gymnáziu v Uherském Hradišti, na novoměstském gymnáziu v Praze, na gymnáziu v Jindřichově Hradci a jinde. Roku 1680 pak začal studovat teologii na univerzitě v Olomouci. Studia dokončil roku 1684, načež byl vysvěcen na kněze. Jeho následnou činnost v lidových misiích po Čechách zaznamenal i Alois Jirásek v románu Temno (např. zboření kostelíka nedaleko Sadské, kde se scházeli po nocích nekatoličtí křesťané). Roku 1685 začal znovu učit, na gymnáziu v Jičíně, ale již rok poté odchází na svou první zahraniční misii, a to do Mexika. Při dlouhém čekání na sestavení konvoje přes Atlantik v Seville se naučil částečně španělsky a setkal se s mystickým dílem Marie od Ježíše z Agredy, které ho silně ovlivnilo. Když v roce 1687 přijel do Mexika, byl poslán do Sisokichica, kde ho zasvěcoval jiný český misionář. Místy jeho dalšího působení byly Tomochi, Caarichic, Teseachic, Chinipas, Guadalupe a Papigochi, kde nakonec zemřel. Pracoval zejména s kmenem Tarahumarů, který byl ale velmi odbojný a i on čelil několika vzpourám. Většinu svých básní napsal až na misii v Americe. K nejvýznamnějším patří jeho rozsáhlá báseň Lyra Jesu et Mariae sacra, která je zvláštní prací s antickými motivy, v baroku ne tak typickými.